# طواف نيوشبلاد 2025
طواف نيوشبلاد 2025 (بالفرنسية: Circuit Het Nieuwsblad 2025) هو سباق دراجات هوائية، وهو الموسم الثمانين من طواف نيوشبلاد، وأقيم في 1 مارس 2025 ضمن سباقات طواف العالم للدراجات 2025.
فاز بالمركز الأول Søren Wærenskjold ‏، وحلَّ في المركز الثاني Paul Magnier ‏، بينما جاء جاسبر فيليبسين في المركز الثالث.

## الفرق
| فرق عالمية (18)- EF Education-EasyPost - Bahrain-Victorious - Red Bull-BORA-hansgrohe - XDS Astana Team - Cofidis - UAE Team Emirates XRG - Lidl-Trek - Soudal Quick-Step - Arkéa-B&B Hotels - Team Visma \| Lease a Bike - Decathlon AG2R La Mondiale Team - Movistar Team - Groupama-FDJ - Team Picnic-PostNL - Alpecin-Deceuninck - Ineos Grenadiers - Intermarché-Wanty - Team Jayco AlUla فرق برو (7)- Lotto - فريق الدراجات Q36.5 ‏ - سبورت فلاندرين بالويس ‏ - Israel-Premier Tech - أونو-إكس موبيليتي ‏ - سويس ريسينغ أكادمي ‏ - Unibet Tietema Rockets ‏ |  |
| |  |

## المشاركون
| Red Bull-Bora-Hansgrohe RBH              | Red Bull-Bora-Hansgrohe RBH | Red Bull-Bora-Hansgrohe RBH |
| ---------------------------------------- | --------------------------- | --------------------------- |
| م                                        | عداء                        | مرتبة                       |
| 1                                        | جان تراتنيك                 | 59                          |
| 2                                        | Roger Adrià ‏                | 23                          |
| 3                                        | ريان مولين                  | لم يكمل السباق              |
| 4                                        | Oier Lazkano ‏               | 126                         |
| 5                                        | Jordi Meeus ‏                | لم يكمل السباق              |
| 6                                        | Mick van Dijke ‏             | 26                          |
| 7                                        | Tim van Dijke ‏              | 15                          |
| مدير الرياضة: روجر هاموند, هاينريش هوسلر |                             |                             |

| Team Visma \| Lease a Bike TVL                    | Team Visma \| Lease a Bike TVL | Team Visma \| Lease a Bike TVL |
| ------------------------------------------------- | ------------------------------ | ------------------------------ |
| م                                                 | عداء                           | مرتبة                          |
| 11                                                | فاوت فان آرت                   | 11                             |
| 12                                                | Edoardo Affini ‏                | 151                            |
| 13                                                | تيسج بنوت                      | 44                             |
| 14                                                | Matthew Brennan (cyclist) ‏     | 69                             |
| 15                                                | فكتور كامبنارتس                | 132                            |
| 16                                                | بير ستراند هاجينز              | 124                            |
| 17                                                | Matteo Jorgenson ‏              | 52                             |
| مدير الرياضة: Arthur van Dongen ‏, Richard Plugge ‏ |                                |                                |

| Alpecin-Deceuninck ADC                             | Alpecin-Deceuninck ADC | Alpecin-Deceuninck ADC |
| -------------------------------------------------- | ---------------------- | ---------------------- |
| م                                                  | عداء                   | مرتبة                  |
| 21                                                 | جاسبر فيليبسين         | 3                      |
| 22                                                 | سيلفان ديلير           | 103                    |
| 23                                                 | Robbe Ghys ‏            | 134                    |
| 24                                                 | Kaden Groves ‏          | 65                     |
| 25                                                 | شاندرو ميوريس          | 63                     |
| 26                                                 | Oscar Riesebeek ‏       | 125                    |
| 27                                                 | جياني فرميش            | 49                     |
| مدير الرياضة: Christoph Roodhooft ‏, فريدريك ويليمز |                        |                        |

| Intermarché-Wanty IWA                      | Intermarché-Wanty IWA      | Intermarché-Wanty IWA |
| ------------------------------------------ | -------------------------- | --------------------- |
| م                                          | عداء                       | مرتبة                 |
| 31                                         | آرنه ماريت ‏                | 66                    |
| 32                                         | Vito Braet ‏                | 34                    |
| 33                                         | Luca Van Boven ‏            | 54                    |
| 34                                         | أدريان بيتي                | لم يكمل السباق        |
| 35                                         | Laurenz Rex ‏               | 30                    |
| 36                                         | Jonas Rutsch ‏              | 41                    |
| 37                                         | Roel van Sintmaartensdijk ‏ | لم يكمل السباق        |
| مدير الرياضة: ديميتري كلايس, Aike Visbeek ‏ |                            |                       |

| Soudal Quick-Step SOQ                        | Soudal Quick-Step SOQ | Soudal Quick-Step SOQ |
| -------------------------------------------- | --------------------- | --------------------- |
| م                                            | عداء                  | مرتبة                 |
| 41                                           | يفيس لامارت           | 51                    |
| 42                                           | Pepijn Reinderink ‏    | 109                   |
| 43                                           | Pascal Eenkhoorn ‏     | 57                    |
| 44                                           | Gil Gelders ‏          | 114                   |
| 45                                           | Paul Magnier ‏         | 2                     |
| 46                                           | كاسبر بيدرسين         | 35                    |
| 47                                           | دريس فان جيستل        | 64                    |
| مدير الرياضة: Iljo Keisse ‏, Geert Van Bondt ‏ |                       |                       |

| Arkéa-B&B Hotels ARK                          | Arkéa-B&B Hotels ARK      | Arkéa-B&B Hotels ARK |
| --------------------------------------------- | ------------------------- | -------------------- |
| م                                             | عداء                      | مرتبة                |
| 51                                            | جينثي بيرمانز ‏            | 29                   |
| 52                                            | أموري كابيو               | 21                   |
| 53                                            | Donavan Grondin ‏          | لم يكمل السباق       |
| 54                                            | Giosuè Epis ‏              | 97                   |
| 55                                            | مايلز سكوتسون             | 143                  |
| 56                                            | فلوريان سينيشال           | 108                  |
| 57                                            | Pierre Thierry (cyclist) ‏ | 83                   |
| مدير الرياضة: سيباستيان هينو, Mickael Leveau ‏ |                           |                      |

| Bahrain Victorious TBV                                        | Bahrain Victorious TBV | Bahrain Victorious TBV |
| ------------------------------------------------------------- | ---------------------- | ---------------------- |
| م                                                             | عداء                   | مرتبة                  |
| 61                                                            | ماتج موهوريك           | 150                    |
| 62                                                            | Roman Ermakov ‏         | 87                     |
| 63                                                            | Matevž Govekar ‏        | 152                    |
| 64                                                            | Kamil Gradek ‏          | 113                    |
| 65                                                            | أندريا باسكولون        | 74                     |
| 66                                                            | روبرت ستانارد          | 102                    |
| 67                                                            | فرد رايت               | 39                     |
| مدير الرياضة: آرت فيرهوتين, ميخال غولاش, Vladimir Miholjević ‏ |                        |                        |

| Cofidis COF                     | Cofidis COF     | Cofidis COF |
| ------------------------------- | --------------- | ----------- |
| م                               | عداء            | مرتبة       |
| 71                              | ديلان تيونز     | 45          |
| 72                              | بيت اليجارت     | 7           |
| 73                              | بريان كوكار     | 136         |
| 74                              | ايمي دي جندت    | 127         |
| 75                              | Alexis Renard ‏  | 14          |
| 76                              | Ludovic Robeet ‏ | 149         |
| 77                              | Nolann Mahoudo ‏ | 139         |
| مدير الرياضة: Thierry Marichal ‏ |                 |             |

| Decathlon-AG2R La Mondiale DAT        | Decathlon-AG2R La Mondiale DAT | Decathlon-AG2R La Mondiale DAT |
| ------------------------------------- | ------------------------------ | ------------------------------ |
| م                                     | عداء                           | مرتبة                          |
| 81                                    | أوليفر ناسن                    | 22                             |
| 82                                    | Stefan Bissegger ‏              | 25                             |
| 83                                    | يجف دي بوندت                   | 77                             |
| 84                                    | Rasmus Søjberg Pedersen ‏       | 13                             |
| 85                                    | Stan Dewulf ‏                   | 33                             |
| 86                                    | تورد غودميستاد ‏                | 123                            |
| 87                                    | Gianluca Pollefliet ‏           | 146                            |
| مدير الرياضة: Julien Jurdie ‏, لوقا رو |                                |                                |

| EF Education-EasyPost EFE                  | EF Education-EasyPost EFE | EF Education-EasyPost EFE |
| ------------------------------------------ | ------------------------- | ------------------------- |
| م                                          | عداء                      | مرتبة                     |
| 91                                         | كاسبر أصغرين              | 40                        |
| 92                                         | فينتشنزو ألبانيز          | 8                         |
| 93                                         | أوين دول                  | 92                        |
| 94                                         | ميكيل فروليش أونوريه      | 62                        |
| 95                                         | Madis Mihkels             | لم يكمل السباق            |
| 96                                         | ماريجن فان دن بيرغ        | 9                         |
| 97                                         | مايكل فالغرين             | 130                       |
| مدير الرياضة: Ken Vanmarcke ‏, أندرياس كلير |                           |                           |

| Groupama-FDJ GFC                             | Groupama-FDJ GFC      | Groupama-FDJ GFC |
| -------------------------------------------- | --------------------- | ---------------- |
| م                                            | عداء                  | مرتبة            |
| 101                                          | ستيفان كونغ           | 32               |
| 102                                          | Lewis Askey ‏          | 10               |
| 103                                          | Sven Erik Bystrøm ‏    | 75               |
| 104                                          | Kevin Geniets ‏ (طريق) | 37               |
| 105                                          | جون جاكوبس            | 141              |
| 106                                          | أوليفييه لو جاك       | 107              |
| 107                                          | كليمنت روسو           | 104              |
| مدير الرياضة: Frédéric Guesdon ‏, مارك ماديوت |                       |                  |

| Ineos Grenadiers IGD                     | Ineos Grenadiers IGD     | Ineos Grenadiers IGD |
| ---------------------------------------- | ------------------------ | -------------------- |
| م                                        | عداء                     | مرتبة                |
| 111                                      | بوب جونهيلس              | 119                  |
| 112                                      | Kim Heiduk ‏              | 116                  |
| 113                                      | Artem Shmidt ‏            | 98                   |
| 114                                      | كونور سويفت              | 118                  |
| 115                                      | Josh Tarling ‏            | 47                   |
| 116                                      | بن تورنر                 | 121                  |
| 117                                      | Samuel Watson (cyclist) ‏ | 5                    |
| مدير الرياضة: إيان ستانارد, كريستيان نيز |                          |                      |

| Lidl-Trek LTK                         | Lidl-Trek LTK        | Lidl-Trek LTK |
| ------------------------------------- | -------------------- | ------------- |
| م                                     | عداء                 | مرتبة         |
| 121                                   | جاسبر ستوفين         | 48            |
| 122                                   | Tim Declercq ‏        | 95            |
| 123                                   | Daan Hoole ‏          | 106           |
| 124                                   | إدوارد ثيونس         | 122           |
| 125                                   | توم سكوجين           | 31            |
| 126                                   | Mathias Vacek ‏       | 16            |
| 127                                   | Tim Torn Teutenberg ‏ | 147           |
| مدير الرياضة: مايكل شير, غريغوري راست |                      |               |

| Movistar Team MOV            | Movistar Team MOV  | Movistar Team MOV |
| ---------------------------- | ------------------ | ----------------- |
| م                            | عداء               | مرتبة             |
| 131                          | إيفان غارسيا       | 81                |
| 132                          | Orluis Aular ‏      | 111               |
| 133                          | Jon Barrenetxea ‏   | 82                |
| 134                          | دافيد سيمولاي      | لم يكمل السباق    |
| 135                          | Lorenzo Milesi ‏    | لم يكمل السباق    |
| 136                          | Manlio Moro ‏       | 155               |
| 137                          | Mathias Norsgaard ‏ | 138               |
| مدير الرياضة: يورغن رويلاندز |                    |                   |

| Team Jayco AlUla JAY                      | Team Jayco AlUla JAY     | Team Jayco AlUla JAY |
| ----------------------------------------- | ------------------------ | -------------------- |
| م                                         | عداء                     | مرتبة                |
| 141                                       | Bob Donaldson (cyclist) ‏ | 89                   |
| 142                                       | Anders Foldager ‏         | 90                   |
| 143                                       | Jelte Krijnsen ‏          | 73                   |
| 144                                       | Kelland O'Brien ‏         | 80                   |
| 145                                       | Elmar Reinders ‏          | 27                   |
| 146                                       | كامبل ستيوارت            | 153                  |
| 147                                       | جاشا سوتيرلين            | 154                  |
| مدير الرياضة: ماثيو هيمان, تريستان هوفمان |                          |                      |

| Team Picnic-PostNL TPP               | Team Picnic-PostNL TPP | Team Picnic-PostNL TPP |
| ------------------------------------ | ---------------------- | ---------------------- |
| م                                    | عداء                   | مرتبة                  |
| 151                                  | جون ديجينكولب          | 104                    |
| 152                                  | الكسندر ادموندسون      | لم يبدأ                |
| 153                                  | شون فلين ‏              | 76                     |
| 154                                  | Enzo Leijnse ‏          | 61                     |
| 155                                  | Tim Naberman ‏          | لم يكمل السباق         |
| 156                                  | Patrick Eddy ‏          | لم يكمل السباق         |
| 157                                  | Julius van den Berg ‏   | 60                     |
| مدير الرياضة: بيم يجثارت, رودي كيما ‏ |                        |                        |

| UAE Team Emirates XRG UAD   | UAE Team Emirates XRG UAD | UAE Team Emirates XRG UAD |
| --------------------------- | ------------------------- | ------------------------- |
| م                           | عداء                      | مرتبة                     |
| 161                         | Nils Politt ‏              | 50                        |
| 162                         | ميكيل بيرج                | 70                        |
| 163                         | Rune Herregodts ‏          | 100                       |
| 164                         | جوناتان نارفيز (طريق)     | 43                        |
| 165                         | António Morgado ‏          | 42                        |
| 166                         | Florian Vermeersch ‏       | 140                       |
| 167                         | تيم فيلانز                | 46                        |
| مدير الرياضة: ماركو ماركاتو |                           |                           |

| XDS Astana Team XAT                            | XDS Astana Team XAT | XDS Astana Team XAT |
| ---------------------------------------------- | ------------------- | ------------------- |
| م                                              | عداء                | مرتبة               |
| 171                                            | دافيد باليريني      | 137                 |
| 172                                            | ألبرتو بيتول (طريق) | 115                 |
| 173                                            | سيس بول             | 18                  |
| 174                                            | Michele Gazzoli ‏    | 105                 |
| 175                                            | Alessandro Romele ‏  | 110                 |
| 176                                            | Ide Schelling ‏      | 129                 |
| 177                                            | مايك تيونسين        | 19                  |
| مدير الرياضة: Laurenzo Lapage ‏, ستيفانو زانيني |                     |                     |

| Israel-Premier Tech IPT                  | Israel-Premier Tech IPT | Israel-Premier Tech IPT |
| ---------------------------------------- | ----------------------- | ----------------------- |
| م                                        | عداء                    | مرتبة                   |
| 181                                      | Joseph Blackmore ‏       | 93                      |
| 182                                      | ويليام بويفن            | لم يكمل السباق          |
| 183                                      | Matis Louvel ‏           | 28                      |
| 184                                      | Riley Pickrell ‏         | لم يكمل السباق          |
| 185                                      | Riley Sheehan ‏          | 99                      |
| 186                                      | جيك ستيوارت             | 20                      |
| 187                                      | توم فان أسبروك          | 71                      |
| مدير الرياضة: إريك فان لانكير, ستيف باور |                         |                         |

| Lotto LOT                              | Lotto LOT          | Lotto LOT |
| -------------------------------------- | ------------------ | --------- |
| م                                      | عداء               | مرتبة     |
| 191                                    | ارنو دي لاي (طريق) | 85        |
| 192                                    | Lionel Taminiaux ‏  | 135       |
| 193                                    | Cédric Beullens ‏   | 91        |
| 194                                    | جاسبر دي بويست     | 131       |
| 195                                    | سيباستيان غرينيار ‏ | 88        |
| 196                                    | Arjen Livyns ‏      | 17        |
| 197                                    | برنت فان موير      | 4         |
| مدير الرياضة: ديرك ديمول, نيكولاس مايس |                    |           |

| أونو-إكس موبيليتي ‏ UXM                                             | أونو-إكس موبيليتي ‏ UXM   | أونو-إكس موبيليتي ‏ UXM |
| ------------------------------------------------------------------ | ------------------------ | ---------------------- |
| م                                                                  | عداء                     | مرتبة                  |
| 201                                                                | جوناس إبراهمسين ‏         | 53                     |
| 202                                                                | Jonas Iversby Hvideberg ‏ | 96                     |
| 203                                                                | Søren Wærenskjold ‏       | 1                      |
| 204                                                                | اموند جروندل يانسن       | 148                    |
| 205                                                                | Erik Resell ‏             | 80                     |
| 206                                                                | أندرس سكارسيث            | 86                     |
| 207                                                                | راسموس تيلر              | 67                     |
| مدير الرياضة: Gino Van Oudenhove‏, Leonard Snoeks‏, Max Emil Kørner ‏ |                          |                        |

| فريق الدراجات Q36.5 ‏ Q36                | فريق الدراجات Q36.5 ‏ Q36 | فريق الدراجات Q36.5 ‏ Q36 |
| --------------------------------------- | ------------------------ | ------------------------ |
| م                                       | عداء                     | مرتبة                    |
| 211                                     | توم بيدكوك               | 38                       |
| 212                                     | Fabio Christen ‏          | 35                       |
| 213                                     | فريدريك فريزون           | لم يكمل السباق           |
| 214                                     | Kamil Małecki ‏           | لم يكمل السباق           |
| 215                                     | Jannik Steimle ‏          | 68                       |
| 216                                     | Nicolò Parisini ‏         | لم يكمل السباق           |
| 217                                     | Nickolas Zukowsky ‏       | 142                      |
| مدير الرياضة: بيوتر واديكي, Jens Zemke ‏ |                          |                          |

| سبورت فلاندرين بالويس ‏ TFB                  | سبورت فلاندرين بالويس ‏ TFB | سبورت فلاندرين بالويس ‏ TFB |
| ------------------------------------------- | -------------------------- | -------------------------- |
| م                                           | عداء                       | مرتبة                      |
| 221                                         | أليكس كولمان ‏              | لم يكمل السباق             |
| 222                                         | Brem Deman ‏                | 144                        |
| 223                                         | Siebe Deweirdt ‏            | 56                         |
| 224                                         | Yentl Vandevelde ‏          | لم يكمل السباق             |
| 225                                         | Dylan Vandenstorme ‏        | 112                        |
| 226                                         | Ward Vanhoof ‏              | 78                         |
| 227                                         | Victor Vercouillie ‏        | 58                         |
| مدير الرياضة: هانز دي كليرك, Andy Missotten‏ |                            |                            |

| سويس ريسينغ أكادمي ‏ TUD                       | سويس ريسينغ أكادمي ‏ TUD | سويس ريسينغ أكادمي ‏ TUD |
| --------------------------------------------- | ----------------------- | ----------------------- |
| م                                             | عداء                    | مرتبة                   |
| 231                                           | ماتيو ترينتين           | 12                      |
| 232                                           | Robin Froidevaux ‏       | 133                     |
| 233                                           | ماركو هالر              | 120                     |
| 234                                           | Petr Kelemen ‏           | 145                     |
| 235                                           | Fabian Lienhard ‏        | 117                     |
| 236                                           | Marius Mayrhofer ‏       | 128                     |
| 237                                           | ريك بلومرز ‏             | 24                      |
| مدير الرياضة: Morgan Lamoisson ‏, Bart Leysen ‏ |                         |                         |

| Unibet Tietema Rockets ‏ RKT              | Unibet Tietema Rockets ‏ RKT | Unibet Tietema Rockets ‏ RKT |
| ---------------------------------------- | --------------------------- | --------------------------- |
| م                                        | عداء                        | مرتبة                       |
| 241                                      | Hartthijs de Vries ‏         | 36                          |
| 242                                      | Owen Geleijn ‏               | 101                         |
| 243                                      | Axel Huens ‏                 | 72                          |
| 244                                      | Jelle Johannink ‏            | 84                          |
| 245                                      | Tomáš Kopecký (cyclist) ‏    | 94                          |
| 246                                      | Lukáš Kubiš ‏ (طريق)         | 6                           |
| 247                                      | Abram Stockman ‏             | 79                          |
| مدير الرياضة: Sverre Vik ‏, Rob Harmeling |                             |                             |

| Red Bull-Bora-Hansgrohe RBH              | Red Bull-Bora-Hansgrohe RBH | Red Bull-Bora-Hansgrohe RBH |
| ---------------------------------------- | --------------------------- | --------------------------- |
| م                                        | عداء                        | مرتبة                       |
| 1                                        | جان تراتنيك                 | 59                          |
| 2                                        | Roger Adrià ‏                | 23                          |
| 3                                        | ريان مولين                  | لم يكمل السباق              |
| 4                                        | Oier Lazkano ‏               | 126                         |
| 5                                        | Jordi Meeus ‏                | لم يكمل السباق              |
| 6                                        | Mick van Dijke ‏             | 26                          |
| 7                                        | Tim van Dijke ‏              | 15                          |
| مدير الرياضة: روجر هاموند, هاينريش هوسلر |                             |                             |

| Team Visma \| Lease a Bike TVL                    | Team Visma \| Lease a Bike TVL | Team Visma \| Lease a Bike TVL |
| ------------------------------------------------- | ------------------------------ | ------------------------------ |
| م                                                 | عداء                           | مرتبة                          |
| 11                                                | فاوت فان آرت                   | 11                             |
| 12                                                | Edoardo Affini ‏                | 151                            |
| 13                                                | تيسج بنوت                      | 44                             |
| 14                                                | Matthew Brennan (cyclist) ‏     | 69                             |
| 15                                                | فكتور كامبنارتس                | 132                            |
| 16                                                | بير ستراند هاجينز              | 124                            |
| 17                                                | Matteo Jorgenson ‏              | 52                             |
| مدير الرياضة: Arthur van Dongen ‏, Richard Plugge ‏ |                                |                                |

| Alpecin-Deceuninck ADC                             | Alpecin-Deceuninck ADC | Alpecin-Deceuninck ADC |
| -------------------------------------------------- | ---------------------- | ---------------------- |
| م                                                  | عداء                   | مرتبة                  |
| 21                                                 | جاسبر فيليبسين         | 3                      |
| 22                                                 | سيلفان ديلير           | 103                    |
| 23                                                 | Robbe Ghys ‏            | 134                    |
| 24                                                 | Kaden Groves ‏          | 65                     |
| 25                                                 | شاندرو ميوريس          | 63                     |
| 26                                                 | Oscar Riesebeek ‏       | 125                    |
| 27                                                 | جياني فرميش            | 49                     |
| مدير الرياضة: Christoph Roodhooft ‏, فريدريك ويليمز |                        |                        |

| Intermarché-Wanty IWA                      | Intermarché-Wanty IWA      | Intermarché-Wanty IWA |
| ------------------------------------------ | -------------------------- | --------------------- |
| م                                          | عداء                       | مرتبة                 |
| 31                                         | آرنه ماريت ‏                | 66                    |
| 32                                         | Vito Braet ‏                | 34                    |
| 33                                         | Luca Van Boven ‏            | 54                    |
| 34                                         | أدريان بيتي                | لم يكمل السباق        |
| 35                                         | Laurenz Rex ‏               | 30                    |
| 36                                         | Jonas Rutsch ‏              | 41                    |
| 37                                         | Roel van Sintmaartensdijk ‏ | لم يكمل السباق        |
| مدير الرياضة: ديميتري كلايس, Aike Visbeek ‏ |                            |                       |

| Soudal Quick-Step SOQ                        | Soudal Quick-Step SOQ | Soudal Quick-Step SOQ |
| -------------------------------------------- | --------------------- | --------------------- |
| م                                            | عداء                  | مرتبة                 |
| 41                                           | يفيس لامارت           | 51                    |
| 42                                           | Pepijn Reinderink ‏    | 109                   |
| 43                                           | Pascal Eenkhoorn ‏     | 57                    |
| 44                                           | Gil Gelders ‏          | 114                   |
| 45                                           | Paul Magnier ‏         | 2                     |
| 46                                           | كاسبر بيدرسين         | 35                    |
| 47                                           | دريس فان جيستل        | 64                    |
| مدير الرياضة: Iljo Keisse ‏, Geert Van Bondt ‏ |                       |                       |

| Arkéa-B&B Hotels ARK                          | Arkéa-B&B Hotels ARK      | Arkéa-B&B Hotels ARK |
| --------------------------------------------- | ------------------------- | -------------------- |
| م                                             | عداء                      | مرتبة                |
| 51                                            | جينثي بيرمانز ‏            | 29                   |
| 52                                            | أموري كابيو               | 21                   |
| 53                                            | Donavan Grondin ‏          | لم يكمل السباق       |
| 54                                            | Giosuè Epis ‏              | 97                   |
| 55                                            | مايلز سكوتسون             | 143                  |
| 56                                            | فلوريان سينيشال           | 108                  |
| 57                                            | Pierre Thierry (cyclist) ‏ | 83                   |
| مدير الرياضة: سيباستيان هينو, Mickael Leveau ‏ |                           |                      |

| Bahrain Victorious TBV                                        | Bahrain Victorious TBV | Bahrain Victorious TBV |
| ------------------------------------------------------------- | ---------------------- | ---------------------- |
| م                                                             | عداء                   | مرتبة                  |
| 61                                                            | ماتج موهوريك           | 150                    |
| 62                                                            | Roman Ermakov ‏         | 87                     |
| 63                                                            | Matevž Govekar ‏        | 152                    |
| 64                                                            | Kamil Gradek ‏          | 113                    |
| 65                                                            | أندريا باسكولون        | 74                     |
| 66                                                            | روبرت ستانارد          | 102                    |
| 67                                                            | فرد رايت               | 39                     |
| مدير الرياضة: آرت فيرهوتين, ميخال غولاش, Vladimir Miholjević ‏ |                        |                        |

| Cofidis COF                     | Cofidis COF     | Cofidis COF |
| ------------------------------- | --------------- | ----------- |
| م                               | عداء            | مرتبة       |
| 71                              | ديلان تيونز     | 45          |
| 72                              | بيت اليجارت     | 7           |
| 73                              | بريان كوكار     | 136         |
| 74                              | ايمي دي جندت    | 127         |
| 75                              | Alexis Renard ‏  | 14          |
| 76                              | Ludovic Robeet ‏ | 149         |
| 77                              | Nolann Mahoudo ‏ | 139         |
| مدير الرياضة: Thierry Marichal ‏ |                 |             |

| Decathlon-AG2R La Mondiale DAT        | Decathlon-AG2R La Mondiale DAT | Decathlon-AG2R La Mondiale DAT |
| ------------------------------------- | ------------------------------ | ------------------------------ |
| م                                     | عداء                           | مرتبة                          |
| 81                                    | أوليفر ناسن                    | 22                             |
| 82                                    | Stefan Bissegger ‏              | 25                             |
| 83                                    | يجف دي بوندت                   | 77                             |
| 84                                    | Rasmus Søjberg Pedersen ‏       | 13                             |
| 85                                    | Stan Dewulf ‏                   | 33                             |
| 86                                    | تورد غودميستاد ‏                | 123                            |
| 87                                    | Gianluca Pollefliet ‏           | 146                            |
| مدير الرياضة: Julien Jurdie ‏, لوقا رو |                                |                                |

| EF Education-EasyPost EFE                  | EF Education-EasyPost EFE | EF Education-EasyPost EFE |
| ------------------------------------------ | ------------------------- | ------------------------- |
| م                                          | عداء                      | مرتبة                     |
| 91                                         | كاسبر أصغرين              | 40                        |
| 92                                         | فينتشنزو ألبانيز          | 8                         |
| 93                                         | أوين دول                  | 92                        |
| 94                                         | ميكيل فروليش أونوريه      | 62                        |
| 95                                         | Madis Mihkels             | لم يكمل السباق            |
| 96                                         | ماريجن فان دن بيرغ        | 9                         |
| 97                                         | مايكل فالغرين             | 130                       |
| مدير الرياضة: Ken Vanmarcke ‏, أندرياس كلير |                           |                           |

| Groupama-FDJ GFC                             | Groupama-FDJ GFC      | Groupama-FDJ GFC |
| -------------------------------------------- | --------------------- | ---------------- |
| م                                            | عداء                  | مرتبة            |
| 101                                          | ستيفان كونغ           | 32               |
| 102                                          | Lewis Askey ‏          | 10               |
| 103                                          | Sven Erik Bystrøm ‏    | 75               |
| 104                                          | Kevin Geniets ‏ (طريق) | 37               |
| 105                                          | جون جاكوبس            | 141              |
| 106                                          | أوليفييه لو جاك       | 107              |
| 107                                          | كليمنت روسو           | 104              |
| مدير الرياضة: Frédéric Guesdon ‏, مارك ماديوت |                       |                  |

| Ineos Grenadiers IGD                     | Ineos Grenadiers IGD     | Ineos Grenadiers IGD |
| ---------------------------------------- | ------------------------ | -------------------- |
| م                                        | عداء                     | مرتبة                |
| 111                                      | بوب جونهيلس              | 119                  |
| 112                                      | Kim Heiduk ‏              | 116                  |
| 113                                      | Artem Shmidt ‏            | 98                   |
| 114                                      | كونور سويفت              | 118                  |
| 115                                      | Josh Tarling ‏            | 47                   |
| 116                                      | بن تورنر                 | 121                  |
| 117                                      | Samuel Watson (cyclist) ‏ | 5                    |
| مدير الرياضة: إيان ستانارد, كريستيان نيز |                          |                      |

| Lidl-Trek LTK                         | Lidl-Trek LTK        | Lidl-Trek LTK |
| ------------------------------------- | -------------------- | ------------- |
| م                                     | عداء                 | مرتبة         |
| 121                                   | جاسبر ستوفين         | 48            |
| 122                                   | Tim Declercq ‏        | 95            |
| 123                                   | Daan Hoole ‏          | 106           |
| 124                                   | إدوارد ثيونس         | 122           |
| 125                                   | توم سكوجين           | 31            |
| 126                                   | Mathias Vacek ‏       | 16            |
| 127                                   | Tim Torn Teutenberg ‏ | 147           |
| مدير الرياضة: مايكل شير, غريغوري راست |                      |               |

| Movistar Team MOV            | Movistar Team MOV  | Movistar Team MOV |
| ---------------------------- | ------------------ | ----------------- |
| م                            | عداء               | مرتبة             |
| 131                          | إيفان غارسيا       | 81                |
| 132                          | Orluis Aular ‏      | 111               |
| 133                          | Jon Barrenetxea ‏   | 82                |
| 134                          | دافيد سيمولاي      | لم يكمل السباق    |
| 135                          | Lorenzo Milesi ‏    | لم يكمل السباق    |
| 136                          | Manlio Moro ‏       | 155               |
| 137                          | Mathias Norsgaard ‏ | 138               |
| مدير الرياضة: يورغن رويلاندز |                    |                   |

| Team Jayco AlUla JAY                      | Team Jayco AlUla JAY     | Team Jayco AlUla JAY |
| ----------------------------------------- | ------------------------ | -------------------- |
| م                                         | عداء                     | مرتبة                |
| 141                                       | Bob Donaldson (cyclist) ‏ | 89                   |
| 142                                       | Anders Foldager ‏         | 90                   |
| 143                                       | Jelte Krijnsen ‏          | 73                   |
| 144                                       | Kelland O'Brien ‏         | 80                   |
| 145                                       | Elmar Reinders ‏          | 27                   |
| 146                                       | كامبل ستيوارت            | 153                  |
| 147                                       | جاشا سوتيرلين            | 154                  |
| مدير الرياضة: ماثيو هيمان, تريستان هوفمان |                          |                      |

| Team Picnic-PostNL TPP               | Team Picnic-PostNL TPP | Team Picnic-PostNL TPP |
| ------------------------------------ | ---------------------- | ---------------------- |
| م                                    | عداء                   | مرتبة                  |
| 151                                  | جون ديجينكولب          | 104                    |
| 152                                  | الكسندر ادموندسون      | لم يبدأ                |
| 153                                  | شون فلين ‏              | 76                     |
| 154                                  | Enzo Leijnse ‏          | 61                     |
| 155                                  | Tim Naberman ‏          | لم يكمل السباق         |
| 156                                  | Patrick Eddy ‏          | لم يكمل السباق         |
| 157                                  | Julius van den Berg ‏   | 60                     |
| مدير الرياضة: بيم يجثارت, رودي كيما ‏ |                        |                        |

| UAE Team Emirates XRG UAD   | UAE Team Emirates XRG UAD | UAE Team Emirates XRG UAD |
| --------------------------- | ------------------------- | ------------------------- |
| م                           | عداء                      | مرتبة                     |
| 161                         | Nils Politt ‏              | 50                        |
| 162                         | ميكيل بيرج                | 70                        |
| 163                         | Rune Herregodts ‏          | 100                       |
| 164                         | جوناتان نارفيز (طريق)     | 43                        |
| 165                         | António Morgado ‏          | 42                        |
| 166                         | Florian Vermeersch ‏       | 140                       |
| 167                         | تيم فيلانز                | 46                        |
| مدير الرياضة: ماركو ماركاتو |                           |                           |

| XDS Astana Team XAT                            | XDS Astana Team XAT | XDS Astana Team XAT |
| ---------------------------------------------- | ------------------- | ------------------- |
| م                                              | عداء                | مرتبة               |
| 171                                            | دافيد باليريني      | 137                 |
| 172                                            | ألبرتو بيتول (طريق) | 115                 |
| 173                                            | سيس بول             | 18                  |
| 174                                            | Michele Gazzoli ‏    | 105                 |
| 175                                            | Alessandro Romele ‏  | 110                 |
| 176                                            | Ide Schelling ‏      | 129                 |
| 177                                            | مايك تيونسين        | 19                  |
| مدير الرياضة: Laurenzo Lapage ‏, ستيفانو زانيني |                     |                     |

| Israel-Premier Tech IPT                  | Israel-Premier Tech IPT | Israel-Premier Tech IPT |
| ---------------------------------------- | ----------------------- | ----------------------- |
| م                                        | عداء                    | مرتبة                   |
| 181                                      | Joseph Blackmore ‏       | 93                      |
| 182                                      | ويليام بويفن            | لم يكمل السباق          |
| 183                                      | Matis Louvel ‏           | 28                      |
| 184                                      | Riley Pickrell ‏         | لم يكمل السباق          |
| 185                                      | Riley Sheehan ‏          | 99                      |
| 186                                      | جيك ستيوارت             | 20                      |
| 187                                      | توم فان أسبروك          | 71                      |
| مدير الرياضة: إريك فان لانكير, ستيف باور |                         |                         |

| Lotto LOT                              | Lotto LOT          | Lotto LOT |
| -------------------------------------- | ------------------ | --------- |
| م                                      | عداء               | مرتبة     |
| 191                                    | ارنو دي لاي (طريق) | 85        |
| 192                                    | Lionel Taminiaux ‏  | 135       |
| 193                                    | Cédric Beullens ‏   | 91        |
| 194                                    | جاسبر دي بويست     | 131       |
| 195                                    | سيباستيان غرينيار ‏ | 88        |
| 196                                    | Arjen Livyns ‏      | 17        |
| 197                                    | برنت فان موير      | 4         |
| مدير الرياضة: ديرك ديمول, نيكولاس مايس |                    |           |

| أونو-إكس موبيليتي ‏ UXM                                             | أونو-إكس موبيليتي ‏ UXM   | أونو-إكس موبيليتي ‏ UXM |
| ------------------------------------------------------------------ | ------------------------ | ---------------------- |
| م                                                                  | عداء                     | مرتبة                  |
| 201                                                                | جوناس إبراهمسين ‏         | 53                     |
| 202                                                                | Jonas Iversby Hvideberg ‏ | 96                     |
| 203                                                                | Søren Wærenskjold ‏       | 1                      |
| 204                                                                | اموند جروندل يانسن       | 148                    |
| 205                                                                | Erik Resell ‏             | 80                     |
| 206                                                                | أندرس سكارسيث            | 86                     |
| 207                                                                | راسموس تيلر              | 67                     |
| مدير الرياضة: Gino Van Oudenhove‏, Leonard Snoeks‏, Max Emil Kørner ‏ |                          |                        |

| فريق الدراجات Q36.5 ‏ Q36                | فريق الدراجات Q36.5 ‏ Q36 | فريق الدراجات Q36.5 ‏ Q36 |
| --------------------------------------- | ------------------------ | ------------------------ |
| م                                       | عداء                     | مرتبة                    |
| 211                                     | توم بيدكوك               | 38                       |
| 212                                     | Fabio Christen ‏          | 35                       |
| 213                                     | فريدريك فريزون           | لم يكمل السباق           |
| 214                                     | Kamil Małecki ‏           | لم يكمل السباق           |
| 215                                     | Jannik Steimle ‏          | 68                       |
| 216                                     | Nicolò Parisini ‏         | لم يكمل السباق           |
| 217                                     | Nickolas Zukowsky ‏       | 142                      |
| مدير الرياضة: بيوتر واديكي, Jens Zemke ‏ |                          |                          |

| سبورت فلاندرين بالويس ‏ TFB                  | سبورت فلاندرين بالويس ‏ TFB | سبورت فلاندرين بالويس ‏ TFB |
| ------------------------------------------- | -------------------------- | -------------------------- |
| م                                           | عداء                       | مرتبة                      |
| 221                                         | أليكس كولمان ‏              | لم يكمل السباق             |
| 222                                         | Brem Deman ‏                | 144                        |
| 223                                         | Siebe Deweirdt ‏            | 56                         |
| 224                                         | Yentl Vandevelde ‏          | لم يكمل السباق             |
| 225                                         | Dylan Vandenstorme ‏        | 112                        |
| 226                                         | Ward Vanhoof ‏              | 78                         |
| 227                                         | Victor Vercouillie ‏        | 58                         |
| مدير الرياضة: هانز دي كليرك, Andy Missotten‏ |                            |                            |

| سويس ريسينغ أكادمي ‏ TUD                       | سويس ريسينغ أكادمي ‏ TUD | سويس ريسينغ أكادمي ‏ TUD |
| --------------------------------------------- | ----------------------- | ----------------------- |
| م                                             | عداء                    | مرتبة                   |
| 231                                           | ماتيو ترينتين           | 12                      |
| 232                                           | Robin Froidevaux ‏       | 133                     |
| 233                                           | ماركو هالر              | 120                     |
| 234                                           | Petr Kelemen ‏           | 145                     |
| 235                                           | Fabian Lienhard ‏        | 117                     |
| 236                                           | Marius Mayrhofer ‏       | 128                     |
| 237                                           | ريك بلومرز ‏             | 24                      |
| مدير الرياضة: Morgan Lamoisson ‏, Bart Leysen ‏ |                         |                         |

| Unibet Tietema Rockets ‏ RKT              | Unibet Tietema Rockets ‏ RKT | Unibet Tietema Rockets ‏ RKT |
| ---------------------------------------- | --------------------------- | --------------------------- |
| م                                        | عداء                        | مرتبة                       |
| 241                                      | Hartthijs de Vries ‏         | 36                          |
| 242                                      | Owen Geleijn ‏               | 101                         |
| 243                                      | Axel Huens ‏                 | 72                          |
| 244                                      | Jelle Johannink ‏            | 84                          |
| 245                                      | Tomáš Kopecký (cyclist) ‏    | 94                          |
| 246                                      | Lukáš Kubiš ‏ (طريق)         | 6                           |
| 247                                      | Abram Stockman ‏             | 79                          |
| مدير الرياضة: Sverre Vik ‏, Rob Harmeling |                             |                             |

## التصنيف العام النهائي
| التصنيف العام         | التصنيف العام            | التصنيف العام           | التصنيف العام | التصنيف العام |
| العداء                | العداء                   | الفريق                  | الوقت         |               |
| --------------------- | ------------------------ | ----------------------- | ------------- | ------------- |
| 1                     | Søren Wærenskjold ‏       | أونو-إكس موبيليتي ‏      | 4 س 37 د 53 ث |               |
| 2                     | Paul Magnier ‏            | دكونيك كويك ستب         | + 0 ث         |               |
| 3                     | جاسبر فيليبسين           | البيسين فينيكس          | + 0 ث         |               |
| 4                     | برنت فان موير            | لوتو سودال              | + 0 ث         |               |
| 5                     | Samuel Watson (cyclist) ‏ | فريق إنيوس              | + 0 ث         |               |
| 6                     | Lukáš Kubiš ‏             | Unibet Tietema Rockets ‏ | + 0 ث         |               |
| 7                     | بيت اليجارت              | كوفيديس                 | + 0 ث         |               |
| 8                     | فينتشنزو ألبانيز         | إي أف إديوكيشن نيبو     | + 0 ث         |               |
| 9                     | ماريجن فان دن بيرغ       | إي أف إديوكيشن نيبو     | + 0 ث         |               |
| 10                    | Lewis Askey ‏             | إف دي جي                | + 0 ث         |               |
|                       |                          |                         |               |               |
| مصدر: ProCyclingStats |                          |                         |               |               |

## وصلات خارجية
- الموقع الرسمي
- لمحة عن سباق طواف نيوشبلاد 2025 على موقع  ProCyclingStats   (برو  سايكلنج  ستاتس) - إحصاءات  محترفي  الدراجات.
- طواف نيوشبلاد 2025 على موقع إحصائيات الدراجات الإحترافية (الإنجليزية)